# Beniamin (Kiriłłow)
Beniamin, imię świeckie Eduard Pawłowicz Kiriłłow (ur. 17 września 1979 w Murgab) – rosyjski biskup prawosławny. 

## Życiorys
Ukończył szkołę duchowną w Sarańsku, gdzie w 1999 złożył również wieczyste śluby zakonne. 17 kwietnia 1999 przyjął święcenia diakońskie z rąk biskupa sarańskiego i mordowskiego Warsonofiusza. 9 lipca tego samego roku biskup Warsonofiusz wyświęcił go na kapłana. W 2001 ukończył seminarium duchowne w Niżnym Nowogrodzie. W 2009 zakończył ponadto studia na kierunku historia w Mordowskim Instytucie Historyczno-Socjologicznym. Od 2000 do 2006 był prorektorem szkoły duchownej w Sarańsku.
W 2006 został przełożonym monasteru Trójcy Świętej w Bolszym Czufarowie.
W 2011 podjął studia w Moskiewskiej Akademii Duchownej.
W tym samym roku, 5 października, Święty Synod Rosyjskiego Kościoła Prawosławnego nominował go na pierwszego biskupa ardatowskiego i atiaszewskiego. 7 października hieromnich Beniamin otrzymał godność archimandryty. Jego chirotonia biskupia odbyła się 14 października 2011 w soborze Chrystusa Zbawiciela w Królewcu z udziałem konsekratorów: patriarchy moskiewskiego i całej Rusi Cyryla, metropolitów sarańskiego i mordowskiego Warsonofiusza, rostowskiego Merkuriusza, krasnojarskiego Pantelejmona, arcybiskupa wileńskiego i litewskiego Innocentego, biskupów bałtijskiego Serafina, sołniecznogorskiego Sergiusza oraz magadańskiego Jana.
24 sierpnia 2023 roku Święty Synod Rosyjskiego Kościoła Prawosławnego mianował go przełożonym Ławry Aleksandra Newskiego w Petersburgu i równocześnie biskupem pomocniczym eparchii petersburskiej z tytułem biskupa kronsztadzkiego.